# 約書亞記
《約書亞記》或譯《若蘇厄書》（希伯來語：ספר יהושע），是《希伯來聖經》的其中一卷。約書亞記是聖經全書的第六本，記錄了進入以色列人應許之地的過程。其中以色列人由約書亞帶領，並在上帝的授意下以色列人因而征服了數個都城，並得著美地為業以完成神的經綸。

## 寫作背景
公元前1473年。當時的場面扣人心弦，極富戲劇性。以色列人在摩押平原上安營，準備就緒，將要進入應許之地迦南。約旦河對岸有許多小國分布四境，每個小國都擁兵自重。在埃及腐敗的統治期間，它們四分五裂，國勢日弱。雖然如此，但對以色列國而言，劇戰是勢所難免的。若要攻取應許之地，便先要攻下許多堅固的大城，例如耶利哥城、艾城、夏瑣和拉吉。前路困難重重。他們必須在這些重大的戰役中取得勝利。耶和華親自介入，用大能奇迹協助他的百姓，幫助他們在該地定居以實現他的應許。 受耶和華任命作摩西繼承者的約書亞是擔當這項任務的最佳人選。
約書亞記所包含的時期超過20年，從公元前1473年以色列人進入迦南至大約公元前1450年。約書亞大概是在該年去世的。 約書亞（希伯來文：יהושע，Yehoh·shu′a`，耶何書亞）的意思是“耶和華是拯救”。鑑於在征服應許之地期間，約書亞是以色列的顯形領袖，這個名字實在非常貼切。他將一切榮耀全歸給耶和華，視祂為偉大的拯救者。《七十士譯本》把這本書稱為以穌斯（I·e·sous′，耶何書亞的希臘文），耶穌一名便自此演變而來。 由於約書亞表現勇敢、服從、忠誠等傑出品德，他預表“我們的主耶穌基督”的極佳先模。

## 關于作者
猶太傳統認為本書的作者是約書亞本人；但學者對這方面卻持有不同意見。明顯地，本書部分内容如《約書亞記》第24章第29节至第33节参節並不是出自約書亞手筆。不過，從整卷書看，每件事的記載都栩栩如生；即使作者不是約書亞，也是與約書亞同時代的以色列人。他按自己所目睹的，把當時發生的歷史事件一一記了下來。
揀選約書亞作領袖，並派他記下行將發生的各事無疑是適當的。在曠野流浪的40年間，他一直是摩西非常親密的同伴。他“從青年時代就是摩西的助手”，這表明他具備資格在靈性上和軍事上作百姓的領袖。以色列人於公元前1513年出埃及時，他是在戰敗亞瑪力人一役中的將領。（《出埃及記》第17章第9节至第14节参）約書亞是摩西的忠貞同伴，也是個勇敢無畏的將領。當以色列人從每支派中揀選一人前往迦南擔任探子的危險任務時，約書亞很自然地獲選代表以法蓮支派。由於他的忠信、勇敢的表現，他結果獲准進入應許之地。嫩的兒子約書亞“是心中有聖靈的”，他“專心跟從耶和華”，“被智慧的靈充滿”。當“約書亞在世⋯⋯的時候，以色列人繼續事奉耶和華”。

## 主題特色
本書大部分篇幅討論選民如何佔領迦南，以色列國把地抽籤分給十二支派，正强調上帝成就了賜迦南地給以色列為產業的應許：耶和華應許賜福給以色列家的話，一句也没有落空，都應驗了（《約書亞記》第21章第45节参）。不過，書中亦指出以色列人還没有把所有迦南人赶出，上帝亦應許幫助他們（《約書亞記》第23章第5节参）。另一方面，以色列人要專一事奉上帝，忠於與上帝所立的約，否則便會受到違約的懲罰。

## 預言和引用
- 在耶利哥城陷落的時候，約書亞發出一個有關重建這城的預言性咒詛，這個預言在大約500年後，當以色列王亞哈在位時，獲得驚人的應驗。[7]
- 後期的聖經執筆者曾引證約書亞記所載的事情。
  - 詩篇執筆者曾屢次提到這些事[8]，
  - 尼希米[9]
  - 以賽亞[10]
  - 使徒保羅[11]
  - 使徒雅各[12]

在他們的寫作中引用約書亞記的記載。

## 主要內容
全書順序分為四部分：
1. 過河進入應許之地
2. 征服迦南
3. 劃分土地
4. 約書亞臨終前的勸勉

全書的記載生動傳神，極富戲劇性。

### 過河進入應許之地
（覆蓋《約書亞記》第1章第1节参-《約書亞記》第5章第12节参）鑑於前路考驗重重，耶和華一開始便向約書亞提出保證和健全的忠告：“你務要鼓起勇氣，堅强不屈，⋯⋯這律法書不可離開你的口，總要晝夜思想，好使你謹守遵行這書上所寫的一切話。如此，你的道路就可以亨通，凡事順利。我不是吩咐過你嗎？ 你要勇敢堅强，⋯⋯因為無論你到哪裏去，你的上帝耶和華都與你同在。”（《約書亞記》第1章第7节至第9节参）約書亞歸榮耀給耶和華，視祂為真正的領袖及統帥，然後立即遵囑預備一切，準備過河。以色列人接納他為摩西的繼承者，並矢誓予以支持。於是他們向迦南進發。
首先兩個探子奉派前往窺探耶利哥。妓女喇合把握機會表明她對耶和華的信心，冒生命危險幫助探子躲藏起來。探子起誓保證，當耶利哥城陷落時，她必安然無恙。探子回報，指出當地居民聽見以色列人要來，都聞風喪膽。既然報告十分有利，約書亞遂下令立即渡過約旦河，那時河水正漲溢兩岸。於是耶和華以明確的證據表明他支持約書亞。正如摩西的日子一樣，在以色列人中間有「永生的上帝」。（《約書亞記》第3章第10节至第11节参）扛抬約櫃的祭司一起步踏進約旦河，從上往下流的水便突然斷絶，立起成壘，讓以色列人從乾地上步過。約書亞命人從河中取了12塊石頭立為記念，且另把12塊石頭立在約旦河中央，在祭司站腳的地方。祭司甫從河裏上來，河水便馬上漲溢起來。
百姓過了河之後便在約旦河與耶利哥之間的吉甲安營，約書亞把那些富於紀念意義的石頭立在該處，對後世的人作個見證，“要使地上萬民都知道，耶和華的手大有能力，也要使你們永遠敬畏耶和華——你們的上帝。”（《約書亞記》第4章第24节参）（《約書亞記》第10章第15节参表明此後有一段時期，百姓可能以吉甲作安營的基地。）以色列人就在當地行割禮，因為在曠野路上他們一直沒有施行割禮。以色列人守逾越節，嗎哪停止降下，他們終於開始吃當地的出産。

### 征服迦南
（覆蓋《約書亞記》第5章第13节参-《約書亞記》第12章第24节参）當時第一個攻佔目標已近在咫尺。但怎樣才可以把城門“關得嚴緊”的耶利哥城攻破？（《約書亞記》第6章第1节参）耶和華差遣“耶和華軍隊的元帥”向約書亞發出詳細的行軍指示。（《約書亞記》第5章第14节参）以色列的軍隊要繞着那城而行，一日繞行一次，六日都要這樣行；帶兵器的走在吹羊角的祭司面前，扛抬約櫃的則跟在後面。第七日，他們必須繞城七次。約書亞遵照指示吩咐百姓。軍隊完全跟從所指示的方式圍繞耶利哥城而行。他們不發一言。所聽到的只有操步及祭司吹號的聲音。接着在最後一天，繞城到了第七次，約書亞下令他們大聲呼喊。百姓於是“大聲呼喊”，耶利哥的城牆就應聲塌陷了！（《約書亞記》第6章第20节参） 以色列人一齊往前直上，將城奪取，然後把城付諸一炬。惟獨忠信的喇合和她的家人才能逃出。
下一步是向西攻取艾城。他們以為可以照樣輕取敵軍，但結果卻慘遭挫敗，艾城的人出來把三千名以色列兵擊潰。約書亞懇切地求問耶和華。耶和華回答時表示有人違背了他的命令，沒有把耶利哥當滅的物毁掉，反而把當滅的物偷了，收藏起來。以色列人必須把這惡從營中除掉，才能復得耶和華的祝福，繼續亨通。在上帝的指引下，行惡的亞干終於被揭發出來，百姓便用石頭打死他和他的家人。此後以色列人復得耶和華的嘉許，於是他們再度攻打艾城。耶和華指示他們當用的策略。艾城的人被誘離城，中了以色列兵的伏擊。結果艾城失守，其中的居民全數覆滅。以色列人不與敵人妥協。
約書亞遵照耶和華吩咐摩西的話在以巴路山上築了一座壇，並且把“律法抄寫”在石頭上。（《約書亞記》第8章第32节参）全會衆都站着，一半對着基利心山，一半對着以巴路山，留心聆聽約書亞將律法書上祝福和咒詛的話都宣讀了一遍。
迦南地的各小國懼怕以色列人的進攻勢如破竹，於是聯手試圖阻擋約書亞前進。但“基遍的居民聽説約書亞處置了耶利哥城和艾城，就決定用精明的策略應變”。（《約書亞記》第9章第3节至第4节参）他們假裝來自距離迦南甚遠的地方，要跟約書亞立約，“容他們活着”。後來以色列人識破了這個計謀，他們仍緊守自己所起的誓，但卻派基遍人“作劈柴挑水的人”，像“最卑下的奴僕”一般，因而部分應驗了挪亞在感示之下對含的兒子迦南所作的咒詛。
基遍人的投誠實在非同小可，因為“基遍是一座大城，⋯⋯比艾城更大，並且城內的人都是勇士。”（《約書亞記》第10章第2节参）耶路撒冷王亞多尼·洗德深感此事對自己及迦南諸國構成重大威脅，因此非要殺一儆百以防再有别國投靠敵人不可。於是亞多尼·洗德聯同其他四王（就是希伯崙、耶末、拉吉及伊磯倫城的諸王）合攻基遍。 為了履行與基遍人所立的約，約書亞徹夜行軍，趕往營救他們，結果把五王擊潰。耶和華再度為他的百姓作戰，用神迹大能施行毁滅。天上降下大冰雹，被冰雹打死的敵人比以色列人用刀殺死的還多。接着有更大的奇迹出現，“日頭在天當中停住，不急速下落，約有一日之久。”（《約書亞記》第10章第13节参）這樣，以色列人便有足够時間進行徹底的掃蕩。事實上，“耶和華為以色列爭戰。”——《約書亞記》第10章第14节参。
約書亞把五個王殺掉之後，接着將瑪基大夷平。然後大軍迅速南下，把位於鹽海和大海之間的山區立拿、拉吉、伊磯倫、希伯崙與底璧諸城完全摧毁。當時迦南全境都知道以色列人進侵的消息。北部的夏瑣王耶賓如臨大敵。他打發人走遍約旦河兩岸，促請諸王聯手對付以色列人。他們在黑門山下的米倫水邊結集大軍，“人數多如海邊的沙”。（《約書亞記》第11章第4节参）耶和華再次保證他會幫助約書亞贏得勝利，並且教他應戰的策略。耶和華百姓的仇敵以慘敗收場。以色列人用火焚燒夏瑣，此外也把結盟的敵城徹底夷平。因此約書亞把以色列的國境伸展到迦南全地。他們一共擊敗了31個王。

### 劃分土地
（覆蓋《約書亞記》第13章第1节参-《約書亞記》第22章第34节参）雖然以色列人節節勝利，並且攻克了許多堅固大城，瓦解了當時有組織的頑抗，但“還有許多未得之地。”（《約書亞記》第13章第1节参）然而約書亞已接近80高齡，他尚須處理另一件重大的工作——把那地分給9個支派和瑪拿西半個支派為業。呂便、迦得及瑪拿西的半個支派已分配了約旦以東的土地，利未支派則沒有得着任何土地，因為“耶和華——以色列的上帝”是他們的産業。（《約書亞記》第13章第33节参）在祭司以利亞撒的協助下，約書亞把約旦以西的土地加以分配。已屆85高齡的迦勒仍渴望殺敵至最後一口氣，他請求並獲准以亞衲族人橫行出沒的希伯崙地為業。（《約書亞記》第14章第12节至第15节参）在各支派拈鬮把地分完了之後，以色列人就“照耶和華的吩咐”將約書亞所求，就是以法蓮山地的亭拿·西拉城，給了他。（《約書亞記》第19章第50节参）他們在位於以法蓮山區的示羅設立會幕。
以色列人在約旦河兩岸為誤殺人者設立六座逃城，每岸三座。位於約旦西岸的逃城有加利利的基低斯，以法蓮的示劍及猶大山地的希伯崙。在東部則有呂便地區的比悉，基列的拉末及巴珊的哥蘭。這些城邑均被“立為聖”。（《約書亞記》第20章第7节参） 他們從各支派中分出四十八座城及城邑的郊野歸給利未人為業。這些城包括六座逃城在內。 這樣以色列人“就得了那地為業，住在其中”。正如耶和華所應許，一切“都應驗了”。（《約書亞記》第21章第43节参，《約書亞記》第21章第45节参）
呂便、迦得和瑪拿西半支派的戰士一直追隨約書亞，但最後他們要渡過約旦河回到自己的産業去。約書亞訓勉他們要保持忠貞，並且祝福他們。在路上，當他們行近約旦河時，他們造了一座大壇。這觸發了一個危機。既然供崇拜耶和華之用的會幕設於示羅，居於西岸的各支派遂恐怕這兩個半支派詭詐不忠，故此準備出兵討伐叛民。但後來真相大白，以色列人獲悉他們建壇非因要獻别的祭物，而是要“在我們約旦河東西兩岸的以色列人中間證明耶和華是上帝”，結果避免了一場流血衝突。——《約書亞記》第22章第34节参。

### 約書亞臨終前的勸勉
（覆蓋《約書亞記》第23章第1节参-《約書亞記》第24章第33节参）。「此後耶和華使以色列人安靜，不與四圍的一切仇敵爭戰已經多日，約書亞年紀老邁。」於是召集以色列全會衆前來，在臨終前向他們作了一個發人深省的演講。（《約書亞記》第23章第1节参）他謙卑自抑，將戰勝列國的功勞全部歸給耶和華。願所有人都繼續保持忠貞！“所以你們要格外勇敢，謹守遵行摩西律法書上所寫的一切話，不可偏離左右。”（《約書亞記》第23章第6节参）他們務要棄絶所有假神，要「時刻警惕自己，愛耶和華你們的上帝」。（《約書亞記》第23章第11节参）他們絶不可跟剩下的迦南人妥協，彼此結親，因為這樣行會招惹耶和華的烈怒。
約書亞將以色列的衆支派聚集在示劍，召了以色列的長老和首領來到上帝面前。他接着複述耶和華怎樣對待他的百姓，如何召亞伯拉罕，把他帶到迦南，直至攻佔應許之地的各項發展。約書亞再三警告百姓務要提防偽宗教，並敦促以色列人“要敬畏耶和華，誠心實意地事奉他。”然後他明確地指出問題的關鍵：“今日就可以選擇所要事奉的：是你們列祖⋯⋯所事奉的神呢？是你們所住這地的亞摩利人的神呢？至於我和我家，我們必定事奉耶和華。”他的堅强信念與摩西所表現的如出一轍，他提醒以色列人耶和華“是聖潔的上帝，是要求專一效忠的上帝”。因此他們務要遠避外邦的諸神！百姓深受感動，異口同聲地説：“我們必事奉耶和華——我們的上帝，聽從他的話。”在吩咐他們離去之前，約書亞與衆民立約，將那些話寫在上帝的律法書上，又立一塊大石頭作見證。 約書亞享年110歲，死後葬在亭拿·西拉。

## 延伸阅读

### 介紹
- Ed Noort: Das Buch Josua. Forschungsgeschichte und Problemfelder. Erträge der Forschung 292. Wiss. Buchges., Darmstadt 1998 ISBN 3-534-02827-9 (gute wiss. Einführung)

### 評論
- Manfred Görg: Josua. Die neue Echter-Bibel 26. Echter Verl., Würzburg 1991 ISBN 3-429-01398-4
- Volkmar Fritz: Das Buch Josua. Handbuch zum Alten Testament 1/7. Mohr, Tübingen 1994 ISBN 3-16-146089-8
- Martin Holland: Das Buch Josua. Wuppertaler Studienbibel.AT. 1993. 2. Aufl. Brockhaus, Wuppertal 1997 ISBN 3-417-25223-7 (allgemeinverständlich, anwendungsbezogen)
- David M. Howard: Joshua. The New American Commentary 5. Broadman & Holman Publ., Nashville 1998 ISBN 0-8054-0105-9

### 專項研究
- Enzo Cortese: Josua 13 - 21. Ein priesterschriftlicher Abschnitt im deuteronomistischen Geschichtswerk. Orbis biblicus et orientalis 94. Univ.-Verl., Freiburg (CH) u.a. 1990 ISBN 3-7278-0661-3
- Gordon Mitchell: Together in the Land. A Reading of the Book of Joshua. JSOTSup 134. JSOT Press, Sheffield 1993 ISBN 1-85075-409-8
- Christa Schäfer-Lichtenberger: Josua und Salomo. Eine Studie zu Autorität und Legitimität des Nachfolgers im Alten Testament. VT.S 58. Brill, Leiden u.a. 1995 ISBN 90-04-10064-4
- Kari Latvus: God, Anger and Ideology. The Anger of God in Joshua and Judges in Relation to Deuteronomy and the Priestly Writings. JSOTSup 279. Academic Press, Sheffield 1998 ISBN 1-85075-922-7
- Hartmut N. Rösel: Von Josua bis Jojachin. Untersuchungen zu den deuteronomistischen Geschichtsbüchern des Alten Testaments. VT.S 75. Brill, Leiden u.a. 1999 ISBN 90-04-11352-5
- Jacobus Cornelis de Vos: Das Los Judas. Über Entstehung und Ziele der Landbeschreibung in Josua 15. VT.S 95. Brill, Leiden u.a. 2003 ISBN 90-04-12953-7
- Michaël N. van der Meer: Formation and reformulation. The Redaction of the Book of Joshua in the Light of the Oldest Textual Witnesses. VT.S 102. Brill, Leiden u.a. 2004 ISBN 90-04-13125-6

## 外部連結
- 約書亞記(和合本 （页面存档备份，存于）
- 若蘇厄書(思高本)

- 基督教文藝出版社藏書 （页面存档备份，存于）香港浸會大學圖書館 華人基督教文獻保存計劃
- 思高聖經學會藏書 （页面存档备份，存于）香港浸會大學圖書館 華人基督教文獻保存計劃